# Max Thomas
Pour les articles homonymes, voir Thomas.
Max Thomas (4 août 1891 à Düsseldorf – 6 décembre 1945 à Wurtzbourg) est un médecin allemand, SS-Gruppenführer, lieutenant général de la police, chef de la section supérieure du SD du Rhin et de l'Einsatzgruppe C en URSS, ainsi que Höhere SS- und Polizeiführer de la "mer Noire".

## Carrière
Volontaire au début de la Première Guerre mondiale, il est promu officier en 1919 dans la Reichswehr nouvellement créée.
Thomas étudie le droit et la médecine jusqu'en 1922 au cours duquel il obtient son doctorat. Il exerce ensuite en tant que médecin spécialiste en psychiatrie.
Peu de temps après la «prise de pouvoir» par les nazis, Thomas rejoint le NSDAP (numéro de membre 1 848 453) le 1er mai 1933 et en juillet 1933, devient membre de la SS (n ° 141 341).
Thomas devient conseiller de la ville de Fritzlar puis prend la direction d'une succursale du service de sécurité de la SS (SD), après avoir rejoint le SD. En 1939, il est chargé de la gestion du SD-Oberabschnitt (de) du Rhin.
En tant que Standartenführer, il est nommé inspecteur de la police et du SD à Wiesbaden. De juin 1940 à l'automne 1941, il est commandant de la police de sécurité et du SD (BdS) en Belgique et au nord de la France.
Il rejoint ensuite les Einsatzgruppen opérant en URSS après le début de l'opération Barbarossa. En octobre 1941, Thomas succède au SS-Brigadeführer Otto Rasch en tant que chef de l'Einsatzgruppe C, déployée dans la zone du groupe d'armées Sud, dans le nord et le centre de l'Ukraine. Cet Einsatzgruppe a assassiné 26 000 personnes à la fin de 1941. En mars 1942, Thomas retourne à Kiev où il est responsable de la «dissolution» des ghettos Juifs ukrainiens, dont au moins 300 000 seront par la suite déportés et assassinés.
Thomas est promu SS-Gruppenführer et lieutenant-général de la police le 9 novembre 1942. Durant cette période, il entre en conflit avec le SS-Standartenführer Paul Blobel, le leader de l'Aktion 1005, sur la façon d'effacer les traces des exécutions de masse effectuées au cours de l’Aktion Reinhardt.
Après plusieurs blessures graves en URSS, il est relevé par Horst Böhme comme chef de l'Einsatzgruppe C, avant d'être nommé en août 1943 Höhere SS- und Polizeiführer de la "mer Noire". Après un accident d'avion en avril 1944, il est placé en réserve "SS-Führer", étant quelquefois actif dans le bureau principal des SS.
Après la guerre, Thomas travaille comme médecin à Kleinostheim, près d'Aschaffenburg, sous le faux nom de "Dr Karl Brandenburg". Le 6 décembre 1945, il tente de se suicider et meurt peu après des suites de ses blessures à l'hôpital Würzburg Luitpold.